# Los Yáñez
Los Yáñez är en ort i Mexiko.   Den ligger i kommunen Villa Hidalgo och delstaten Jalisco, i den centrala delen av landet, 400 km nordväst om huvudstaden Mexico City. Los Yáñez ligger 1 868 meter över havet och antalet invånare är 203.
Terrängen runt Los Yáñez är platt åt sydost, men åt nordväst är den kuperad. Runt Los Yáñez är det ganska glesbefolkat, med 42 invånare per kvadratkilometer. Närmaste större samhälle är Villa Hidalgo, 11,2 km norr om Los Yáñez. Trakten runt Los Yáñez består i huvudsak av gräsmarker.